# Embalse de Buseo
El embalse de Buseo se encuentra situado en el interior de la provincia de Valencia (España), a 50 km al oeste de su capital y a 2,5 km al este del pueblo de Chera, a cuyo municipio pertenece.
La obra de la presa está ubicada en el curso del río Reatillo, a la entrada del desfiladero del Tormagal, en una estrecha garganta de tan solo 17 m de anchura, y situada quince kilómetros antes de su desembocadura en el río Turia.
Se construyó entre los años 1903 y 1915 en el cauce del río Reatillo sobre una superficie de 60 ha, con una capacidad máxima de 7,5 hm³ y tiene una presa de gravedad.
Este embalse está en la cuenca del Turia y es el único propiedad de la Generalitat Valenciana. Actualmente su uso es básicamente como atractivo turístico, ya que tiene zonas recreativas y de acampada libre, y para la pesca.